# Aframomum atewae
Aframomum atewae är en enhjärtbladig växtart som beskrevs av John Michael Lock och J.B.Hall. Aframomum atewae ingår i släktet Aframomum och familjen Zingiberaceae.
Artens utbredningsområde är Ghana. Inga underarter finns listade i Catalogue of Life.